# Francis Tumblety
Francis Tumblety (Irlanda, c. 1833 – San Luis, Misuri, 28 de mayo de 1903) fue un autodidacta irlandés-estadounidense que ganó una pequeña fortuna haciéndose pasar por un curandero indio en Estados Unidos y Canadá. A menudo tuvo conflictos con la ley, y entre otras cosas fue acusado de ser Jack el Destripador.

## Biografía
Tumblety nació alrededor del año 1833, no se sabe con exactitud si en Irlanda o en Canadá. Su familia, incluidos sus diez hermanos y hermanas, emigraron a Rochester, Nueva York, al poco tiempo de su nacimiento. A la edad de 17 años se dedicó a la venta de libros, posiblemente pornográficos, a lo largo del canal Erie, entre Rochester y Búfalo. Se fue de casa a los 17 años y no volvió por una década.
Se inició en la medicina, probablemente en Detroit, y afirmaba ser un "gran médico", aunque comúnmente se le percibe como un charlatán. Vendía medicinas patentadas por él mismo, tales como "Píldoras de raíz india del Dr. Morse", y así empezó a ganar una reputación por su excéntrica ropa, que con frecuencia era de carácter militar. Estuvo vinculado a la muerte de uno de sus pacientes en Boston, pero escapó de la justicia. En 1865, fue detenido por complicidad en el asesinato de Abraham Lincoln, pero fue liberado sin cargos después de tres semanas en la cárcel.
Francis Tumblety parecía complacido en el rechazo de todas las mujeres, pero se reservaba un odio especial hacia las prostitutas, culpando de su misoginia a un matrimonio fracasado con una prostituta. En Washington D. C., mostró una colección de órganos reproductores femeninos metidos en tarros de formol a sus invitados en una cena de hombres, y se enorgullecía de que estos procedían de "toda clase de mujeres".
Tumblety visitó Inglaterra en muchas ocasiones. Durante uno de esos viajes conoció al escritor victoriano Hall Caine, con el que se sugirió que tenía una relación amorosa. Los autores Stewart Evans y Paul Gainey especularon en su libro Jack el Destripador: el primer asesino en serie americano que Tumblety vivía en Whitechapel, Londres, durante los infames asesinatos de Whitechapel en 1888 atribuidos a Jack el Destripador, y que incluso éste podría haber sido el asesino. La policía de Londres le arrestó el 7 de noviembre de 1888 con los cargos de "indecencia", al parecer por el ejercicio de la homosexualidad, que era ilegal en aquel momento. En espera de juicio, y en libertad bajo fianza de 300 libras (el equivalente a 25.000 libras de hoy), en lugar de eso huyó del país hacia Francia el 20 de noviembre con un nombre falso, Frank Townsend. Y el 24 de noviembre salió de Europa hacia los Estados Unidos. Ya famoso en Estados Unidos por sus anteriores cargos criminales, su arresto fue publicado en The New York Times por estar conectado con los asesinatos de Jack el Destripador.
Los periódicos estadounidenses informaron de que Scotland Yard intentó extraditarlo, pero la información no fue confirmada por la prensa o la policía británica; sin embargo, el inspector inglés Walter Andrews viajó a Estados Unidos, quizá en parte para rastrear a Tumblety. La policía de Nueva York, que lo tenía bajo vigilancia, afirmó: "No hay ninguna prueba de su complicidad en los asesinatos de Whitechapel, y el delito por el que se encuentra bajo fianza en Londres no es extraditable". Tumblety publicó un panfleto para autoengrandecerse titulado Boceto de la vida del excéntrico y más famoso médico del mundo, en el que atacaba a los rumores difamatorios de la prensa, pero omitía toda mención de los cargos penales y de su detención.
Francis Tumblety regresó a Rochester y fue a vivir con un familiar de edad avanzada, cuya casa también utilizó como oficina. Murió en 1903 de una enfermedad cardíaca en San Luis, Misuri.

## Sospechas y difusión mediática
Después del interés inicial por Francis Tumblety en 1888, fue mencionado como sospechoso de los crímenes de Whitechapel por el ex inspector jefe de policía John George Littlechild, de la Policía Metropolitana de Londres, en una carta al periodista y escritor George R. Sims, el 23 de septiembre de 1913. Littlechild sospechó de Francis Tumblety por su misoginia extrema y sus antecedentes penales.
La existencia de dicha carta salió a luz tras la investigación que dio lugar al libro Jack the Ripper: First American Serial Killer, escrito por los ripperólogos (estudiosos de Jack el Destripador) Stewart Evans y Paul Gainey. En esa obra se detalla cómo fue descubierta la misiva, y se aportan argumentos en favor de la culpabilidad de este hombre. A partir de entonces, Francis Tumblety se volvió un sospechoso muy popular, al punto de que incluso en obras de ficción le fue asignado el papel de Jack el Destripador. En 2002 es perseguido por Sherlock Holmes y su fiel compañero el doctor Watson en la novela La muerte de acuario. Y en 2008 la persecución de Tumblety/Jack el Destripador le corresponde a un grupo de amigos encabezados por los escritores Bram Stoker y Hall Caine en la novela El dossier Drácula.
En apoyo de que Tumblety fuese Jack el Destripador milita además la actitud de Scotland Yard a su respecto. Cuando Francis Tumblety debió enfrentar cargos en Gran Bretaña abusó del pago de la fianza, pues violó su palabra no compareciendo a la audiencia ante los tribunales ingleses y huyendo con nombre falso a Estados Unidos. Pese a que al fugado únicamente se lo acusaba de ofensas contra la moral, la policía británica se tomó la molestia de enviar en pos de su captura a uno de sus mejores oficiales, el inspector Walter Andrews, quien recibió apoyo logístico de la policía estadounidense, aunque no logró detener al prófugo. Tal despliegue sólo se justificaría si los investigadores hubiesen comprendido que se les había escapado -literalmente de entre las manos- un plausible sospechoso de los crímenes del Destripador, tratando tardíamente de enmendar el error.
Esta conducta se condice con el silencio de la prensa británica -obligada a callar el yerro garrafal cometido por su policía-, que contrastó con los titulares de los periódicos estadounidenses, donde abiertamente se acusó a Tumblety de ser Jack el Destripador; en especial los periódicos The New York Herald y The New York Times, en sus respectivas ediciones del 4 de diciembre de 1888, dieron amplia cuenta de la llegada del fugitivo al país y de que podía tratarse del asesino de Whitechapel.
Pero a pesar del efímero auge mediático experimentado por este personaje en la época y luego mucho más tarde, la mayoría de las autoridades en el presente lo descartan como posible sospechoso por su apariencia y edad, ya que no correspondía a ninguna descripción de los hombres vistos con las víctimas, por su altura (relativamente alto, 1,80 m) y por su distintivo bigote enorme, que sin duda le habrían hecho particularmente visible.